# Juan Antonio Fernández Palacios
Juan Antonio Fernández Palacios (* 30. Juli 1963 in Havanna, Kuba) ist ein kubanischer Botschafter.

## Leben
Fernández Palacios studierte Internationale Beziehungen am Instituto Superior de Relaciones Internacionales „Raúl Roa García“, der Ausbildungsstätte des kubanischen Außenministeriums. Er schloss 1987 ab. Zwischen 1987 und 1993 war er Mitarbeiter in der Abteilung für multilaterale Angelegenheiten im kubanischen Ministerium für auswärtige Angelegenheiten. Anschließend war er bis 1997 Sekretär in der Permanenten Repräsentanz Kubas bei den Vereinten Nationen. 1997 bis 2000 war er stellvertretender Direktor der Abteilung für multilaterale Angelegenheiten im kubanischen Außenministerium, danach war er bis 2005 Direktor der Abteilung. Von 2005 bis 2009 vertrat er Kuba als ständiger Repräsentant bei den Vereinten Nationen in Genf und den internationalen Organisationen in der Schweiz. Von 2009 bis 2015 war er Direktor der Nationalen UNESCO-Kommission Kubas und Repräsentant Kubas beim Executive Board der UNESCO. Seit 2015 ist er Botschafter in Österreich und ständiger Vertreter Kubas bei den Vereinten Nationen in Wien. Außerdem ist er als Botschafter für Slowenien und Kroatien akkreditiert.

## Privates
Der Botschafter ist verheiratet und Vater zweier Kinder.